# Bacurau-de-cauda-barrada
Noitibó-de-cauda-barrada ou bacurau-de-cauda-barrada (Nyctiprogne leucopyga) é uma espécie de bacurau que habita a Amazônia brasileira até os estados do Mato Grosso e Piauí, bem como a Guiana Francesa e a Colômbia. Tais aves chegam a medir 19 cm de comprimento e apresentam uma coloração escura, com uma faixa branca no meio da cauda. Também são conhecidas pelo nome de bacurau-d'água.

## Subespécies
São reconhecidas cinco subespécies:
- Nyctiprogne leucopyga pallida (Phelps & Phelps Jr, 1952) - nordeste da Colômbia até o centro da Venezuela.
- Nyctiprogne leucopyga leucopyga (Spix,1825) - leste da Venezuela até as Guianas e o norte do Brasil.
- Nyctiprogne leucopyga exigua (Friedmann, 1945) - leste da Colômbia e sul da Venezuela.
- Nyctiprogne leucopyga majuscula (Pinto & Camargo, 1952) - nordeste do Peru até o leste da Bolívia e o centro do Brasil.
- Nyctiprogne leucopyga latifascia (Friedmann, 1945) - nordeste do Peru até a Venezuela e o centro do Brasil.